# Синяково (Харовский район)
Синяково — деревня в Харовском районе Вологодской области.
Входит в состав Кубенского сельского поселения, с точки зрения административно-территориального деления — в Кубинский сельсовет.
Расстояние до районного центра Харовска по автодороге — 20 км, до центра муниципального образования Сорожина по прямой — 8 км. Ближайшие населённые пункты — Варламово, Злодеиха, Горбатиха.
По переписи 2002 года население — 14 человек.